# 広川町 (名古屋市)
広川町（ひろかわちょう）は愛知県名古屋市中川区にある町名。現行行政地名は広川町1丁目から広川町5丁目。住居表示未実施。

## 地理
名古屋市中川区の北東部に位置し、東に横堀町と露橋町と笈瀬町と柳島町、中川運河を挟んで西に舟戸町、中川運河を挟んで北に広住町、南に富川町に接する。

## 歴史

### 沿革
- 1930年（昭和5年）3月15日 - 中区長良町・露橋町・米野町・南区八熊町の各一部により、同区広川町が成立[5]。
- 1937年（昭和12年）10月1日 - 中川区・中村区にそれぞれ編入される[5]。
- 1938年（昭和13年）4月1日 - 一部が中川区富川町に編入される[6]。
- 1944年（昭和19年）2月11日 - 中村区広川町は中川区広川町に統合される[5]。

## 世帯数と人口
2019年（平成31年）2月1日現在の世帯数と人口は以下の通りである。
| 町丁   | 世帯数  | 人口  |
| ------ | ------- | ----- |
| 広川町 | 164世帯 | 336人 |

## 学区
市立小・中学校に通う場合、学校等は以下の通りとなる。また、公立高等学校に通う場合の学区は以下の通りとなる。
| 番・番地等 | 小学校               | 中学校               | 高等学校 |
| ---------- | -------------------- | -------------------- | -------- |
| 全域       | 名古屋市立露橋小学校 | 名古屋市立山王中学校 | 尾張学区 |

## 施設
- クラフト 本社
- 福山通運 中川支店

## その他

### 日本郵便
- 郵便番号 : 454-0027[2]（集配局：中川郵便局[9]）。